# Nababo
Nababo (em híndi: नवाब; em urdu; نواب; transl. nawab) era originalmente o título dado ao subedar (governador provincial) ou ao vice-rei de um subá (província) ou região do Império Mogol. Com o tempo, os nababos tornaram-se independentes do grão-mogol (imperador) e o título passou a ser empregue para designar alguns dentre os soberanos muçulmanos de principados na Índia; note-se que nem todos os soberanos muçulmanos envergavam o título de nababo. Neste último sentido, equivalia aos títulos de marajá e rajá empregues pelos soberanos hindus.
O termo origina-se do árabe naib, "delegado". A forma recebida pela língua portuguesa (e diversas outras) decorre da pronúncia bengalesa da palavra: nabob. Em determinados períodos históricos, o título foi concedido como honraria, sem ligação com o governo de um território. Também foi utilizado na corte da Pérsia durante o Império Cajar e na de Haiderabade. Figurativamente, a palavra é usada para designar uma pessoa rica e ostentadora.